# Акмечетский уезд
Акмечетский уезд — административная единица Новороссийской губернии (1796—1802) с центром в городе Ак-Мечеть, образован 12 декабря 1796 года указом императора Павла I. Согласно проводимой Павлом политике укрупнения административных единиц, в декабре 1796 года была упразднена Таврическая область и отменено деление на уезды. Территорию включили в состав новообразованной Новороссийской губернии, Симферополю было возвращено прежнее название Акмечеть. Взамен прежних 4 уездов был образован один, включавший практически весь Крым, за исключением участка на севере, входившего в Перекопский уезд.

## География
Северная граница уезда начиналась от вершины залива Сиваша к востоку от современного пгт Советский и шла на запад по безымянному сухоречью (на километровой карте Генштаба Красной армии 1941 года подписанном, как Суджилко (Сухое русло)) до современного села Тамбовка. Затем поворачивала на север по реки Биюк-Карасу до её впадения в Салгир и вновь на запад по Салгиру до устья Бурульчи (район современного села Новоникольское). Отсюда граница поворачивала на северо-запад, до верховьев Чатырлыка и шла по нему до моря.
Согласно ведомости, составленной во время пятой ревизии 1796 года, в уезде числилось 24 955 мужчин, по «Камеральному Описанию Таврической области», составленному в 1802 году, в Акмечетском уезде было 64 714 жителей.
8 (20) октября 1802 года император Александр I, высочайшим указом Сенату, разделил Новороссийскую губернию на Таврическую , Николаевскую и Екатеринославскую губернии. Тем же указом в Таврической губернии был ликвидирован Акмечетский уезд и определены 7 новых.